# Cheilanthes feei
Cheilanthes feei es una especie de helecho de la familia botánica Pteridaceae. Es originaria del oeste de Norteamérica desde  Columbia Británica y Alberta al norte de México, y centro de los estados Unidos. 

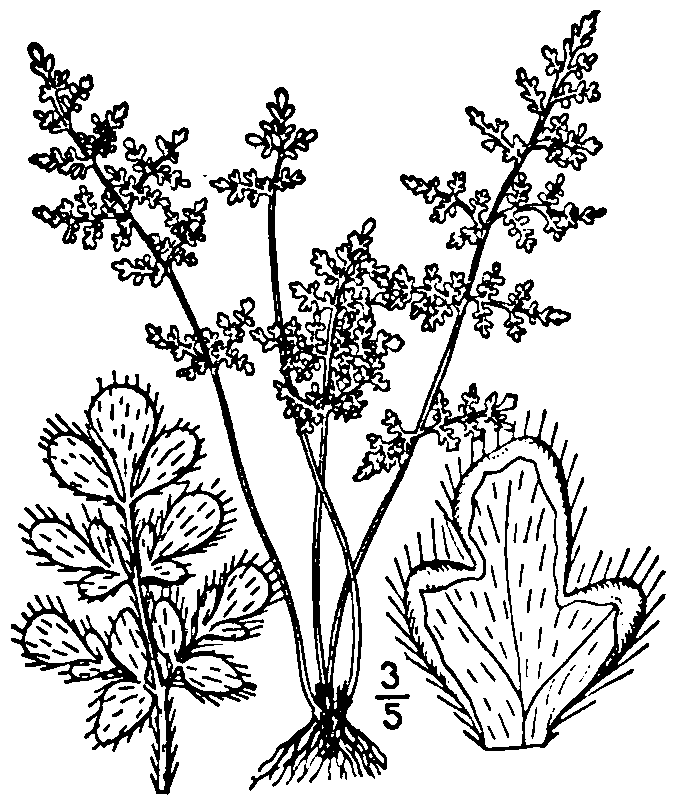
Cheilanthes feei

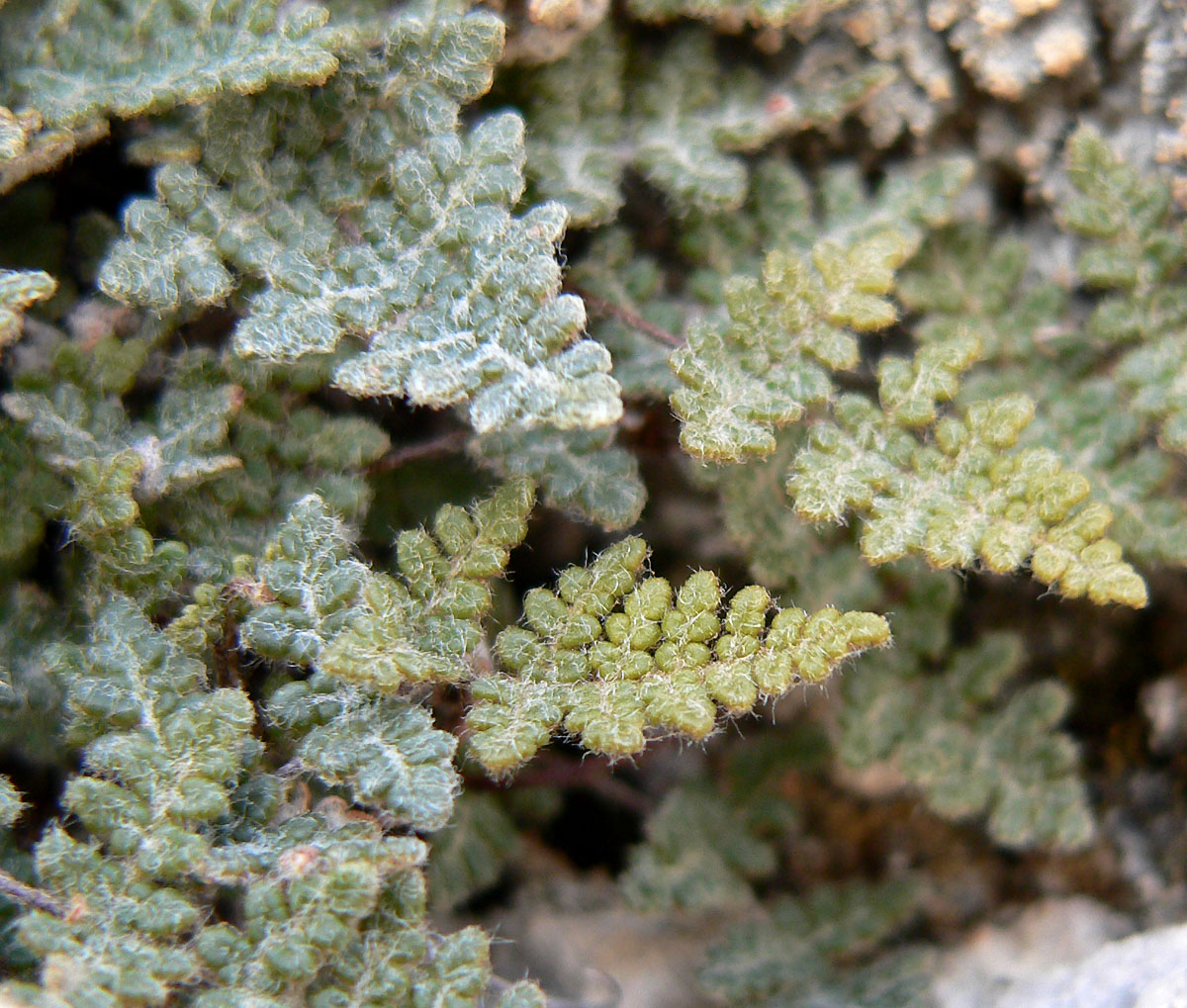
Cheilanthes feei - Hojas grises.

## Descripción
Es un helecho de color verde pálido alcanza un tamaño de 18 o 20 centímetros de largo y 3 de ancho. Cada hoja está dividida en dos lóbulos que se dividen una vez más en segmentos redondeados. Las partes inferiores de los segmentos son cóncavos y densamente peludos. Tiene la línea de soros en los bordes de la parte inferior del segmento y pueden estar enterrados bajo los pelos. El helecho se reproduce asexualmente por apomixia.

## Hábitat
Se encuentra en zonas rocosas, sobre todo en roca como piedra caliza donde crece en las grietas y hendiduras.

## Taxonomía
Cheilanthes feei fue descrita por Thomas Moore (botánico) y publicado en Index Filicum xxxviii. 1857.
Sinonimia
- Myriopteris gracilis Fée[3]